# Rothschildia venezuelensis
Rothschildia venezuelensis är en fjärilsart som beskrevs av Eugène Louis Bouvier 1936. Rothschildia venezuelensis ingår i släktet Rothschildia och familjen påfågelsspinnare. Inga underarter finns listade.